# Ferran de Cardona i Requesens
Ferran de Cardona i Requesens (? - ? després de 1548). Baró d'Assuévar i Soneja.

## Antecedents familiars
Fill de Pere de Cardona i Joana de Requesens.

## Núpcies i descendents
Casat el 14 amb Anna d'Oms i de Santapau, germana de Bernat d'Oms i Santapau, filla de Berenguer d'Oms, alcalde d'Elna i capità general de les galeres de Catalunya i de Joana de Santapau, germana de Galceran I de Santapau. Van tenir els següents fills:
- Joana de Cardona i d'Oms.
- Galceran de Cardona i d'Oms.

## Biografia
En l'escut d'armes de la vila de Soneja hi ha l'escut dels Cardona.